# .jm
.jmは国別コードトップレベルドメイン（ccTLD）の一つで、ジャマイカに割り当てられている。
登録は、com.jm, net.jm, org.jm, edu.jm, gov.jm, mil.jmの下の第三レベルに行われる。登録は西インド諸島大学で行われ、自動ではなく手動でなされるため、完了するまで30日間を要する。登録料は無料であるが、有料化も検討されている。